# Cosmosoma festiva
Cosmosoma festiva là một loài bướm đêm thuộc phân họ Arctiinae, họ Erebidae.